# منطقة كوتاك
كوتاك رمزها «CU» (بالإنجليزية: Cuttack)‏ ، هو تقسيم إداري لدولة الهند تتبع ولاية أوريسا (بالإنجليزية: Orissa)‏ ، مركزها هو مدينة كوتاك (بالإنجليزية: Cuttack)‏ عدد سكانها حسب تعداد سنة 2001 هو 2,340,686 ، مساحتها 3,915 كم² وكثافة السكان 598 لكل كم² .